# Saussurea weberi
Saussurea weberi là một loài thực vật có hoa trong họ Cúc. Loài này được Hultén miêu tả khoa học đầu tiên năm 1959.